# Чемпіонат світу з футболу 2022 (кваліфікаційний раунд, КАФ, перший раунд)
Перший раунд КАФ кваліфікації Чемпіонату світу 2022 проходив з 4 по 10 вересня 2019.

## Формат
28 команд (27-54 місця у списку учасників КАФ) було розбито на пари, де команди зіграли з суперником вдома та на виїзді. 14 переможців проходять до Другого раунду.

## Жеребкування
Жеребкування Першого раунду відбулося 29 липня 2019 о 12:00  (UTC+2) у штаб-квартирі КАФ у  Каїрі.
Команди поділили на кошики згідно з рейтингом ФІФА за липень 2019 (вказано в дужках). Команди з кошику 2 грають перший матч вдома.
Примітка: Жирним шрифтом виділено команди, які пройшли до Другого раунду.
| Кошик 1 | Кошик 2 |
| --- | --- |
| 1. Зімбабве (112) 2. Сьєрра-Леоне (114) 3. Мозамбік (116) 4. Намібія (121) 5. Ангола (122) 6. Гвінея-Бісау (123) 7. Малаві (126) 8. Того (128) 9. Судан (129) 10. Руанда (133) 11. Танзанія (137) 12. Екваторіальна Гвінея (139) 13. Есватіні (139) 14. Лесото (144) | 1. Коморські Острови (146) 2. Ботсвана (147) 3. Бурунді (148) 4. Ефіопія (150) 5. Ліберія (152) 6. Маврикій (157) 7. Гамбія (161) 8. Південний Судан (169) 9. Чад (175) 10. Сан-Томе і Принсіпі (185) 11. Сейшельські Острови (192) 12. Джибуті (195) 13. Сомалі (202) 14. Еритрея (202) |

## Результати
Перші матчі пройшли 4-7 вересня, а матчі-відповіді — 8 та 10 вересня 2019.
| Команда 1           | Заг.           | Команда 2            | 1-й матч | 2-й матч |
| ------------------- | -------------- | -------------------- | -------- | -------- |
| Ефіопія             | 1:1 (ч)        | Лесото               | 0:0      | 1:1      |
| Сомалі              | 2:3            | Зімбабве             | 1:0      | 1:3      |
| Еритрея             | 1:4            | Намібія              | 1:2      | 0:2      |
| Бурунді             | 2:2 (пен. 0:3) | Танзанія             | 1:1      | 1:1 (дч) |
| Джибуті             | 2:1            | Есватіні             | 2:1      | 0:0      |
| Ботсвана            | 0:1            | Малаві               | 0:0      | 0:1      |
| Гамбія              | 1:3            | Ангола               | 0:1      | 1:2      |
| Ліберія             | 3:2            | Сьєрра-Леоне         | 3:1      | 0:1      |
| Маврикій            | 0:3            | Мозамбік             | 0:1      | 0:2      |
| Сан-Томе і Принсіпі | 1:3            | Гвінея-Бісау         | 0:1      | 1:2      |
| Південний Судан     | 1:2            | Екваторіальна Гвінея | 1:1      | 0:1      |
| Коморські Острови   | 1:3            | Того                 | 1:1      | 0:2      |
| Чад                 | 1:3            | Судан                | 1:3      | 0:0      |
| Сейшельські Острови | 0:10           | Руанда               | 0:3      | 0:7      |

## Матчі
| 4 вересня 2019 16:00 (UTC+3) |

| Ефіопія | 0:0             | Лесото |
| ------- | --------------- | ------ |
|         | Протокол (ФІФА) |        |

| Бахір Дар (стадіон), Бахр-Дар Глядачів: 48 000 Арбітр: Мохамед Мааруф (Єгипет) |

| 8 вересня 2019 15:00 (UTC+2) |

| Лесото           | 1:1             | Ефіопія             |
| ---------------- | --------------- | ------------------- |
| - Сетурумане 56' | Протокол (ФІФА) | - Леротолі 50' (аг) |

| Сетсото, Масеру Глядачів: 15 000 Арбітр: Мессі Нкункоу (Конго) |

1:1 за сумою двох матчів. Ефіопія пройшла за голами на виїзді.
| 5 вересня 2019 18:00 (UTC+3) |

| Сомалі      | 1:0             | Зімбабве |
| ----------- | --------------- | -------- |
| Шакунда 86' | Протокол (ФІФА) |          |

| Ель Хадж Хасан Гулед Аптідон, Джибуті (Джибуті) Глядачів: 4 000 Арбітр: Альфред Пусрі Армі (Чад) |

| 10 вересня 2019 15:00 (UTC+2) |

| Зімбабве                                | 3:1             | Сомалі           |
| --------------------------------------- | --------------- | ---------------- |
| - Мунеці 77' - Мускве 86' - Білліат 90' | Протокол (ФІФА) | - О. Мохамед 85' |

| Національний Хараре Глядачів: 13 000 Арбітр: Андофетра Ракотояона (Мадагаскар) |

Зімбабве пройшли з рахунком 3:2 за сумою матчів.
| 4 вересня 2019 16:00 (UTC+3) |

| Еритрея        | 1:2             | Намібія                             |
| -------------- | --------------- | ----------------------------------- |
| - Сулейман 65' | Протокол (ФІФА) | - Шалуліле 50' - Е. Тесфай 58' (аг) |

| Денден, Асмера Глядачів: 20 000 Арбітр: Мохамед Алі Муса (Нігер) |

| 10 вересня 2019 19:00 (UTC+2) |

| Намібія                         | 2:0             | Еритрея |
| ------------------------------- | --------------- | ------- |
| - Іімбонді 25' - Шалуліле 90+2' | Протокол (ФІФА) |         |

| Стадіон імені Сема Нуйоми, Віндгук Глядачів: 4 200 Арбітр: Роланд Данон (Кот-д'Івуар) |

Намібія пройшла з рахунком 4:1 за сумою матчів.
| 4 вересня 2019 15:00 (UTC+2) |

| Бурунді         | 1:1             | Танзанія    |
| --------------- | --------------- | ----------- |
| - С. Аміссі 81' | Протокол (ФІФА) | - Мсува 85' |

| Інтварі, Бужумбура Глядачів: 22 000 Арбітр: Коку Нтале, (Того) |

| 8 вересня 2019 16:00 (UTC+3) |

| Танзанія               | 1:1             | Бурунді                         |
| ---------------------- | --------------- | ------------------------------- |
| - Самата 29'           | Протокол (ФІФА) | - Абдул Разак 45+2'             |
|                        | Пенальті        |                                 |
| - Нйоні - Мао - Камагі | 3:0             | - Нганду - Бераїно - Бігірімана |

| Національний, Дар-ес-Салам Глядачів: 55 000 Арбітр: Норман Матемера, (Зімбабве) |

2:2 за сумою двох матчів. Танзанія пройшла по пенальті з рахунком 3:0.
| 4 вересня 2019 18:00 (UTC+3) |

| Джибуті                            | 2:1             | Есватіні       |
| ---------------------------------- | --------------- | -------------- |
| - Махабех 45+4' (пен.) - Хамза 74' | Протокол (ФІФА) | - С. Мамба 56' |

| Ель Хадж Хасан Гулед Аптідон, Джибуті Глядачів: 10 000 Арбітр: Слім Белахуас (Туніс) |

| 10 вересня 2019 15:00 (UTC+2) |

| Есватіні | 0:0             | Джибуті |
| -------- | --------------- | ------- |
|          | Протокол (ФІФА) |         |

| Спортивний центр Мавузо, Манзіні Глядачів: 1 500 Арбітр: Бейда Дахан (Мавританія) |

Джибуті пройшли з рахунком 2:1 за сумою матчів.
| 7 вересня 2019 16:00 (UTC+2) |

| Ботсвана | 0:0             | Малаві |
| -------- | --------------- | ------ |
|          | Протокол (ФІФА) |        |

| Франсистаун Глядачів: 9 000 |

| 10 вересня 2019 14:00 (UTC+2) |

| Малаві                        | 1:0             | Ботсвана |
| ----------------------------- | --------------- | -------- |
| - Gerald Phiri Jr. 81' (пен.) | Протокол (ФІФА) |          |

| Блантайр Глядачів: 10 000 |

Малаві пройшли з рахунком 1:0 за сумою матчів.
| 6 вересня 2019 17:00 (UTC±0) |

| Гамбія | 0:1             | Ангола              |
| ------ | --------------- | ------------------- |
|        | Протокол (ФІФА) | - Wilson Gaspar 31' |

| Бакау Глядачів: 24 000 |

| 10 вересня 2019 16:00 (UTC+1) |

| Ангола                          | 2:1             | Гамбія             |
| ------------------------------- | --------------- | ------------------ |
| - Geraldo 41' - Fábio Abreu 68' | Протокол (ФІФА) | - Assan Ceesay 65' |

| Луанда |

Ангола пройшла з рахунком 3:1 за сумою матчів.
| 4 вересня 2019 18:00 (UTC±0) |

| Ліберія                                                                       | 3:1             | Сьєрра-Леоне     |
| ----------------------------------------------------------------------------- | --------------- | ---------------- |
| - Terrence Tisdell 18' (пен.) - Mohammed Sangare 82' (пен.) - Sam Johnson 88' | Протокол (ФІФА) | - Kwame Quee 56' |

| Монровія Глядачів: 25 000 |

| 8 вересня 2019 16:30 (UTC±0) |

| Сьєрра-Леоне     | 1:0             | Ліберія |
| ---------------- | --------------- | ------- |
| - Kei Kamara 55' | Протокол (ФІФА) |         |

| Фрітаун Глядачів: 30 000 |

Ліберія пройшла з рахунком 3:2 за сумою матчів.
| 4 вересня 2019 18:30 (UTC+4) |

| Маврикій | 0:1             | Мозамбік    |
| -------- | --------------- | ----------- |
|          | Протокол (ФІФА) | Telinho 10' |

| Рив'єр-дю-Рампар |

| 10 вересня 2019 16:00 (UTC+2) |

| Мозамбік                             | 2:0             | Маврикій |
| ------------------------------------ | --------------- | -------- |
| - Clésio 6' - Geny Catamo 77' (пен.) | Протокол (ФІФА) |          |

| Мапуту |

Мозамбік пройшов з рахунком 3:0 за сумою матчів.
| 4 вересня 2019 15:30 (UTC±0) |

| Сан-Томе і Принсіпі | 0:1             | Гвінея-Бісау               |
| ------------------- | --------------- | -------------------------- |
|                     | Протокол (ФІФА) | - Joseph Mendes 85' (пен.) |

| Сан-Томе |

| 10 вересня 2019 16:30 (UTC±0) |

| Гвінея-Бісау             | 2:1             | Сан-Томе і Принсіпі |
| ------------------------ | --------------- | ------------------- |
| - Joseph Mendes 66', 77' | Протокол (ФІФА) | - Іньєста 12'       |

| Бісау Глядачів: 14 500 |

Гвінея-Бісау пройшли з рахунком 3:1 за сумою матчів.
| 4 вересня 2019 16:00 (UTC+2) |

| Південний Судан      | 1:1             | Екваторіальна Гвінея |
| -------------------- | --------------- | -------------------- |
| - Niko Kata 75' (аг) | Протокол (ФІФА) | - Luis Meseguer 34'  |

| Омдурман (Судан) |

| 8 вересня 2019 17:00 (UTC+1) |

| Екваторіальна Гвінея | 1:0             | Південний Судан |
| -------------------- | --------------- | --------------- |
| - Emilio Nsue 72'    | Протокол (ФІФА) |                 |

| Малабо |

Екваторіальна Гвінея пройшла з рахунком 2:1 за сумою матчів.
| 6 вересня 2019 15:00 (UTC+3) |

| Коморські Острови     | 1:1             | Того                    |
| --------------------- | --------------- | ----------------------- |
| - Іброїхім Джуджа 49' | Протокол (ФІФА) | - Kodjo Fo-Doh Laba 34' |

| Мороні Глядачів: 6 200 |

| 10 вересня 2019 16:00 (UTC±0) |

| Того                                         | 2:0             | Коморські Острови |
| -------------------------------------------- | --------------- | ----------------- |
| - Kassim M'Dahoma 10' (аг) - Gilles Sunu 71' | Протокол (ФІФА) |                   |

| Ломе Глядачів: 13 000 |

Того пройшли з рахунком 3:1 за сумою матчів.
| 5 вересня 2019 15:30 (UTC+1) |

| Чад                              | 1:3             | Судан                        |
| -------------------------------- | --------------- | ---------------------------- |
| - Ezechiel N'Douassel 85' (пен.) | Протокол (ФІФА) | - Ramadan Agab 13', 67', 74' |

| Нджамена |

| 10 вересня 2019 19:00 (UTC+2) |

| Судан | 0:0             | Чад |
| ----- | --------------- | --- |
|       | Протокол (ФІФА) |     |

| Омдурман |

Судан пройшов з рахунком 3:1 за сумою матчів.
| 5 вересня 2019 16:00 (UTC+4) |

| Сейшельські Острови | 0:3             | Руанда                                                               |
| ------------------- | --------------- | -------------------------------------------------------------------- |
|                     | Протокол (ФІФА) | - Muhadjiri Hakizimana 32' - Yannick Mukunzi 36' - Meddie Kagere 80' |

| Вікторія Глядачів: 1 300 |

| 10 вересня 2019 18:00 (UTC+2) |

| Руанда | 7:0             | Сейшельські Острови |
| --- | --------------- | ------------------- |
| - Djihad Bizimana 16' - Meddie Kagere 27', 51' - Jacques Tuyisenge 29', 34' - Yannick Mukunzi 57' - Muhadjiri Hakizimana 79' | Протокол (ФІФА) |                     |

| Кігалі Глядачів: 6 000 |

Руанда пройшли з рахунком 10:0 за сумою матчів.

## Позначки
1. ↑  Сомалі проводили домашній матч у Джибуті через громадянську війну.
2. ↑  Домашній матч Південного Судану пройшов у Судані, оскільки їх домашній стадіон на реконструкції.[6]